# Koschuta
Die Koschuta (slowenisch: Košuta) ist ein 14 km langer Gebirgsstock (Bergmassiv) in den Karawanken, südlich von Klagenfurt. Ihr Kamm erstreckt sich in West-Ost-Richtung; auf fast der gesamten Länge verläuft über ihn die Grenze zwischen Österreich und Slowenien.

## Lage und Charakter
Die zum Bundesland Kärnten gehörende Nordflanke der Koschuta ist nahezu in ihrem kompletten Verlauf durch mehrere hundert Meter hohe Felsabstürze charakterisiert. Die slowenische Südflanke ist hingegen wesentlich sanfter; teilweise reichen Grashänge bis zum Grenzkamm hinauf.
Der höchste Gipfel ist der markante Koschutnikturm / Košutnikov turn (2136 m ü. A.); die Mehrzahl der benannten Erhebungen im Kamm erreicht über 2.000 Meter Höhe.
Über den Großteil des Kamms vom Hochturm / Veliki vrh ganz im Westen bis zum Koschutnikturm verläuft ein markierter Steig. Er weicht manchmal ein wenig in die slowenische Südflanke aus und weist einige versicherte Abschnitte auf, maximaler Schwierigkeitsgrad B. Der Ostteil des Grenzkamms zwischen dem Koschutnikturm und der Dicken Koschuta / Tolsta Košuta ist hingegen wesentlich ausgesetzter. Hier erfordern einzelne Passagen Kletterei im III. Schwierigkeitsgrad.

## Gipfel
Bemerkenswerte Gipfel sind
- Koschutnikturm – 2133 m[1][2]
- Breitwand (Macesje) – 2132 m
- Veliko Kladivo – 2094 m[3]
- Hochturm (Veliki Vrh) – 2088 m[4]
- Lärchenberg (Užnik) – 2080 m[5]
- Hohe Spitze (Tegoška Gora) – 2044 m[6]

## Stützpunkte
Der wichtigste Stützpunkt auf der österreichischen Seite ist das Koschutahaus der Naturfreunde in 1279 m ü. A. Es ist im Sommer durchgehend, im Winter samstags, sonntags und feiertags bewirtschaftet und bietet Schlafplätze für 55 Personen (34 in Zimmern, 21 im Lager). Die Schutzhütte wird auch vom Kärntner Grenzweg, vom Panoramaweg Südalpen und vom Julius Kugy Alpine Trail, Etappe 2 (ÖAV/Landesverband Kärnten) besucht.
Auf der slowenischen Südseite befinden sich mehrere Almen sowie nahe dem westlichen Ende des Bergkamms das Dom na Kofcah des Slowenischen Alpenvereins.

## Versicherte Steige zum Kamm
Durch die felsige Nordflanke der Koschuta führen drei Klettersteige unterschiedlicher Schwierigkeitsgrade.
- Der Steig vom Hajnžsattel zum Hochturm im Westen des Kamms verläuft nahe der Staatsgrenze zwischen Österreich und Slowenien. Er erreicht maximal den Schwierigkeitsgrad B. Eine mit Drahtseil und Trittstiften versicherte Rinne weist allerdings brüchiges Gestein auf.

Zwei weitere Steige sind am besten vom Koschutahaus aus zu erreichen:
- Der kurze ÖTK-Steig zum Koschutnikturm führt in den Sattel westlich des Gipfels. Er wurde ab 2006 neu trassiert und weist nun eine fakultative Seilbrücke auf. Die neue Route ist weniger steinschlaggefährdet als die alte, aber technisch anspruchsvoller (bis Schwierigkeitsgrad C).
- Im Jahr 2006 wurde der 700 Meter lange Lärchenturm-Klettersteig eröffnet. Er weist Abschnitte bis zum Schwierigkeitsgrad D auf; sein Begehen erfordert alpines Allroundkönnen. Üblicherweise erfolgt vom Lärchenturm noch der Aufstieg zum Lärchenberg / Užnik an der Staatsgrenze; der Abstieg erfolgt dann über den Grenzsteig und den ÖTK-Steig.

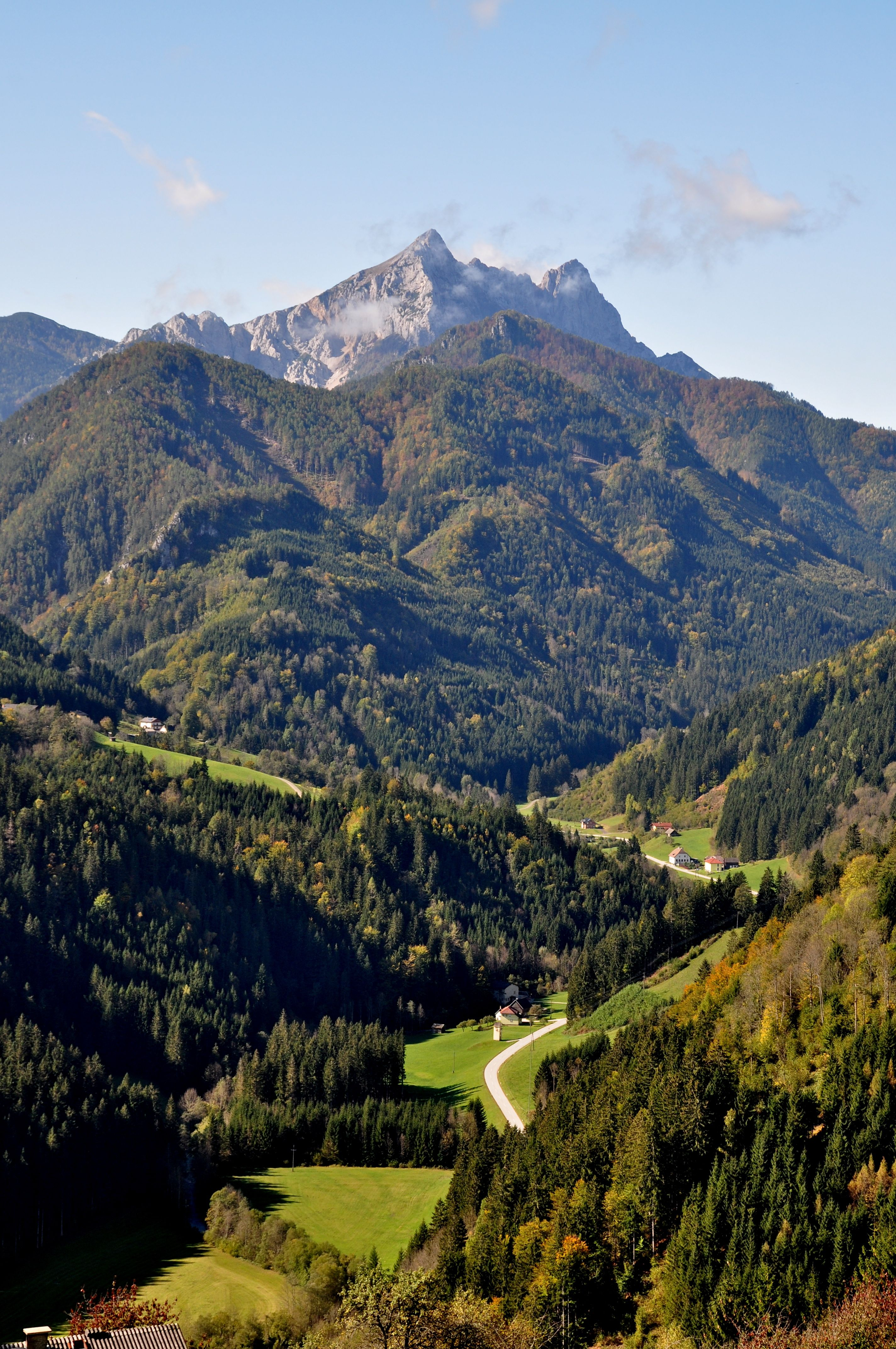
Ost-Ansicht von Ebriach
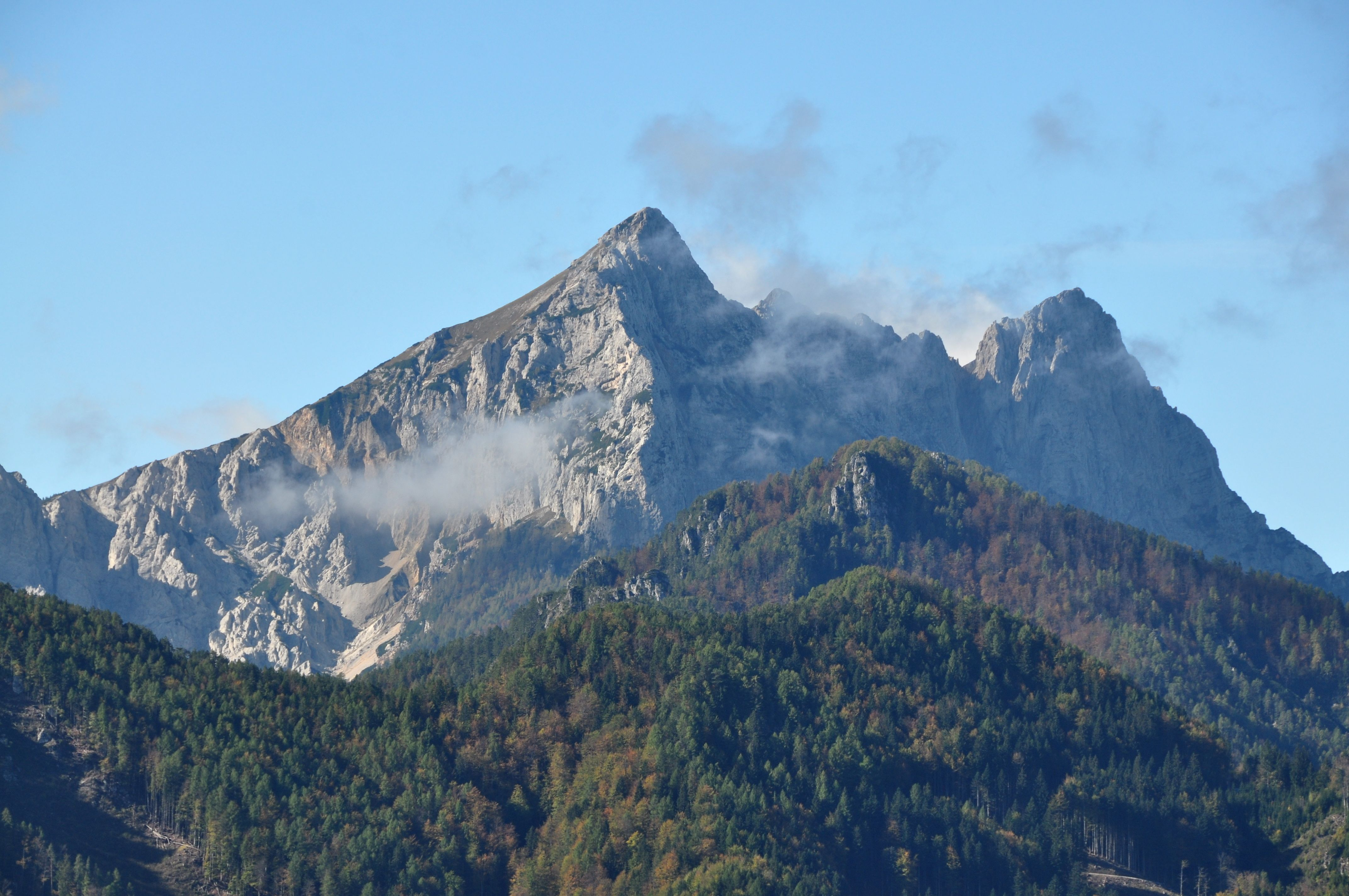
Ost-Ansicht mit der Dicken Koschuta / Tolsta Košuta in der Mitte
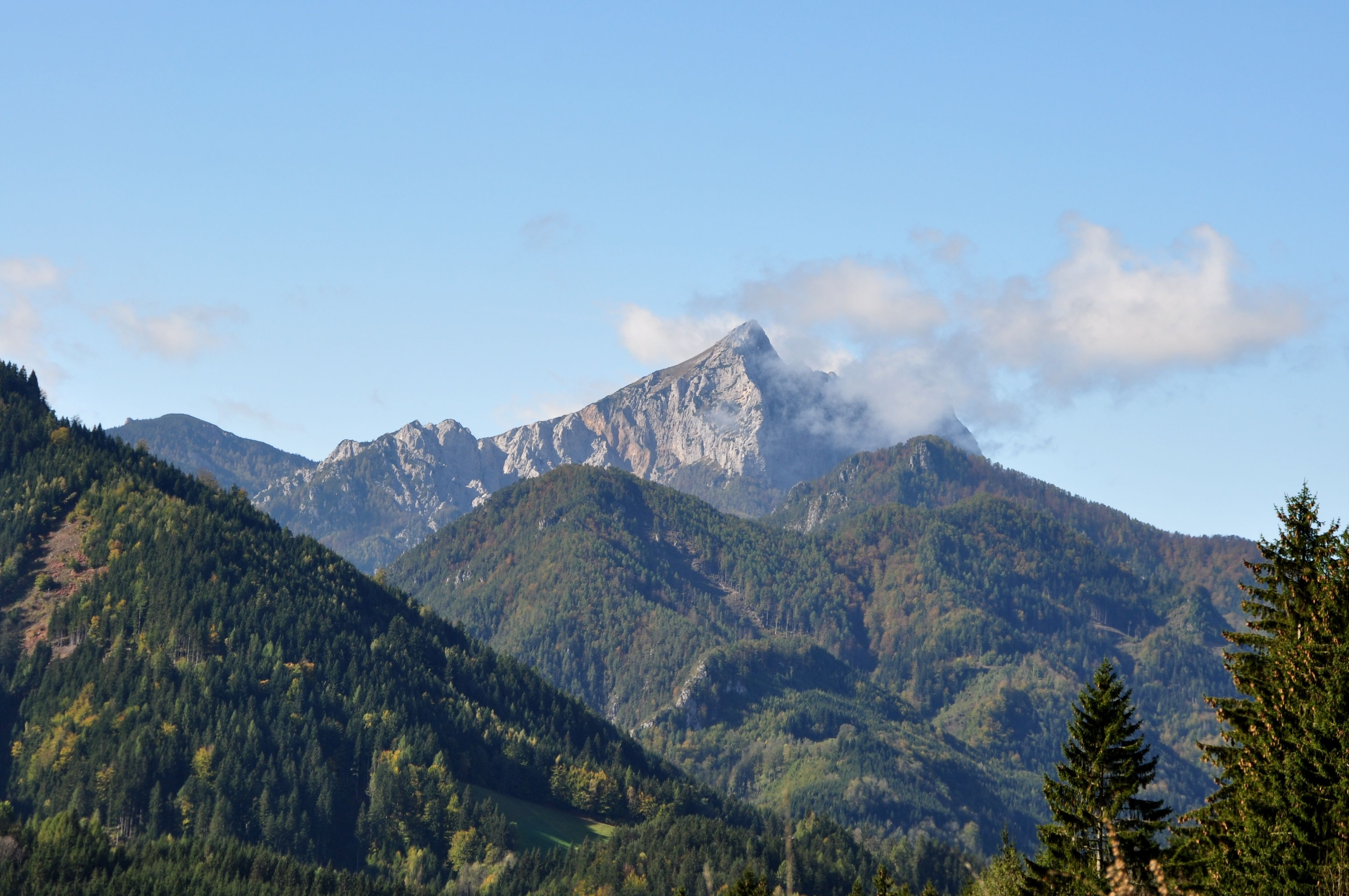
Ost-Ansicht mit der Dicken Koschuta / Tolsta Košuta in der Mitte
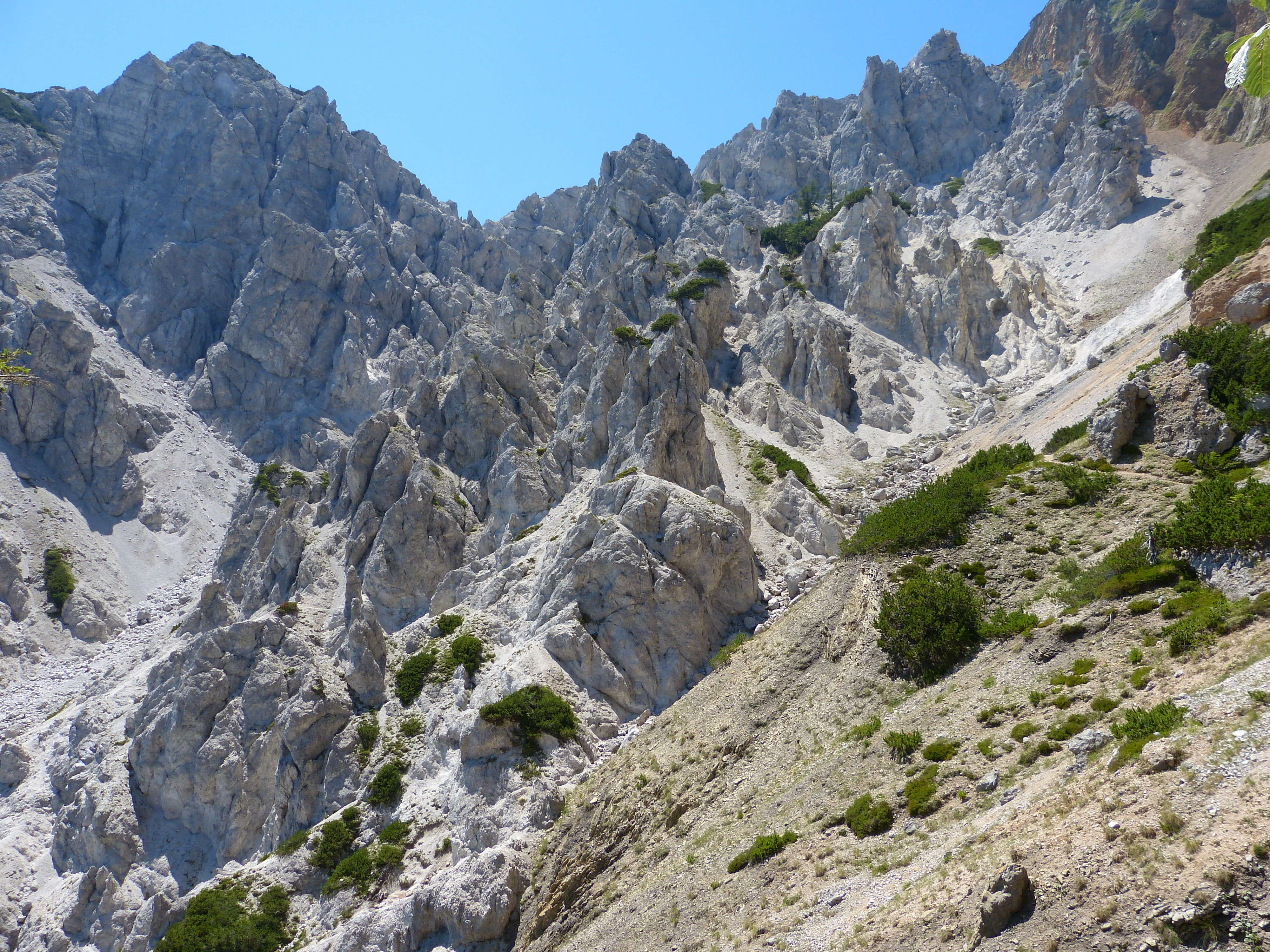
Mala Košuta, Ostseite des Koschuta-Gebirgsstocks